# Советская женщина
«Советская женщина» — женский общественно-политический и литературно-художественный иллюстрированный журнал, основанный в Москве в 1945 году Комитетом советских женщин при поддержке ВЦСПС и коллектива, составившего редакцию журнала. Журнал выпускался в издательстве ЦК КПСС «Правда» с декабря 1945 года и распространялся как в СССР, так и в ряде других стран мира.
С 1945 года по 1954 год выходил 1 раз в 2 месяца, а с 1954 года по 1991 год — ежемесячно. Помимо русского языка, журнал издавался также и на нескольких иностранных языках: английском, немецком, французском (все с 1945 года), испанском и китайском (с 1950 года), корейском (с 1955 года), японском (с 1956 года), хинди (с 1957 года), венгерском (с 1960 года), бенгали (с 1973 года), арабском (с 1974 года), португальском и др.
С 1991 года журнал стали издавать под новым названием — «Мир женщины», при этом главным редактором по-прежнему осталась В. И. Федотова.

## Цели журнала
- Освещение жизни советских женщин, их участия в советском и коммунистическом строительстве, публикация материалов о проблемах международного демократического женского движения, пропаганда образа советской труженицы за границей[4].
- Публикация статей о достижениях советской науки (особенно в области медицины и педагогики).
- Публикация литературно-художественных произведений, репродукций, произведений для детей: стихов, рисунков и сказок, практических советов по кулинарии, косметике, культуре одежды и т. д.

## Содержание
Идейная составляющая играла в политике журнала немалую роль. Так, например, в 1947 году журнал опубликовал письмо «Дадим отпор западным модам» за многими подписями. Письмо объясняло советским женщинам никчёмность, безыдейность и ненужность копирования западной моды.
Журнал содержал следующие отделы: экономики и политики (рубрики «Выборы в местные советы депутатов трудящихся», «Пятилетку — в четыре года», «По родной стране»), зарубежной жизни, культуры и искусства («Совершите экскурсию», «Новые книги» и др.), педагогики («Наша трибуна», «Педагогические беседы»), домоводства и моды («Советы молодой хозяйке», «Моды»), литературы. Отличительной чертой иллюстрированного издания стало появление отдела «Женское движение», куда первоначально входили рубрики «В Антифашистском комитете советских женщин» и «Хроника международного женского движения».
Общий тираж всех изданий на 1975 год составил 1,24 млн экз.

## Главные редакторы
- Овсянникова, Мария Дмитриевна (с ноября 1947 года)[8][9];
- Федотова, Валентина Ивановна[10].

## Сотрудники и авторы
- Янчук Марта Захаровна — заместитель главного редактора
- Абрамов, Марк Александрович — художник-карикатурист
- Кумма, Александр Владимирович — спортивный обозреватель
- Лазарев, Леонид Николаевич — фотокорреспондент
- Покровский, Борис — фотограф[11]